# MD5
MD5 je ime za kriptografsku hash funkciju koja je dugačka 128 bita, ratificiranu internetskim standardom RFC 1321. Koristi se u sigurnosne svrhe za ratificiranje izvornosti datoteka ili podataka.
Ovu funkciju je dizajnirao amerikanac Ronald Rivest 1991. kao zamjenu za hash funkciju MD4. Već 1996. pronađeni su nedostaci koji nisu bili katastrofalni, no mnogi kriptografi preporučivali su uporabu drugih hash funkcija kao što su SHA-1. MD5 hash je heksadecimalni broj od trideset i dvije znamenke.

## Vanjske poveznice
- Crypto++  Arhivirana inačica izvorne stranice od 24. veljače 2021. (Wayback Machine) besplatna biblioteka kriptografskih rutina u C++